# Melanezia

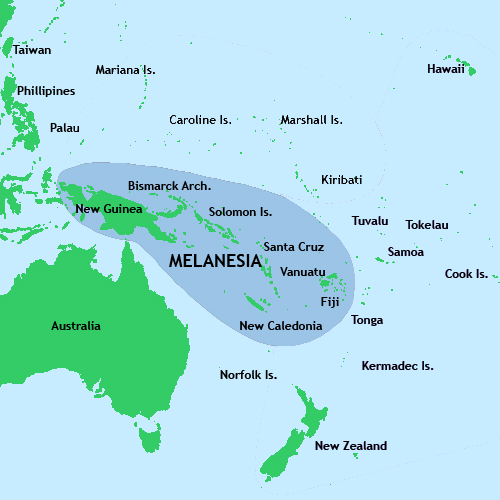
Harta Melaneziei; localizare în Oceanul Pacific

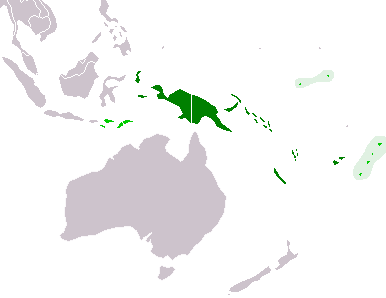
Poziţia geografică a Melaneziei

Melanezia (din greacă: μέλας=negru, νῆσος=insulă) este o regiune în Oceanul Pacific care se întinde din partea vestică a Pacificului de Est până la marea Arafura din nordul și nord-estul Australiei. 

## Diviziuni
Melanezia este compusă din urmatoarele entități:
- Arhipelagul Bismarck
- Fiji
- Noua Caledonie
- Noua Guinee
- Insulele Maluku
- Insulele Solomon
- Insulele Strâmtorii Torres
- Vanuatu